# Bassins des Aghlabides
Les bassins des Aghlabides (arabe : فسقية الأغالبة) sont un monument historique tunisien situé à Kairouan.
Datés du début de la seconde moitié du IXe siècle et localisés à l'extérieur des remparts de la médina de Kairouan, ils sont considérés comme les plus importants ouvrages hydrauliques de l'histoire du monde musulman.

## Histoire
Édifiés vers 860-862, sous le règne du souverain aghlabide Aboul Ibrahim Ahmed Ibn Mohamed Ibn Al Aghlab (856-863), ils font alors partie d'une quinzaine de bassins extra-muros destinés à alimenter la ville en eau. L'ampleur et l'ingéniosité de cette réalisation ont de tout temps forcé l'admiration des voyageurs et ont valu à Kairouan le nom de « ville des citernes ». À l'origine, l'alimentation des bassins est assurée par un astucieux système de drainage amenant les eaux de pluie ainsi que celles des affluents de l'oued Merguellil captées par l'intermédiaire de petits barrages. Par la suite, la construction par le souverain fatimide Al-Muʿizz li-Dīn Allāh d'un aqueduc (vers 961), amène les eaux des sources de Cherichira, localité située à 40 kilomètres de Kairouan.

## Description
L'ouvrage, réalisé en moellons recouverts d'un enduit étanche, couvrant une superficie de 11 000 m2, est constitué d'un petit bassin de décantation, d'un grand bassin pour l'emmagasinage des eaux et de deux citernes de puisage, le tout ayant une capacité totale de stockage de 68 800 m3.

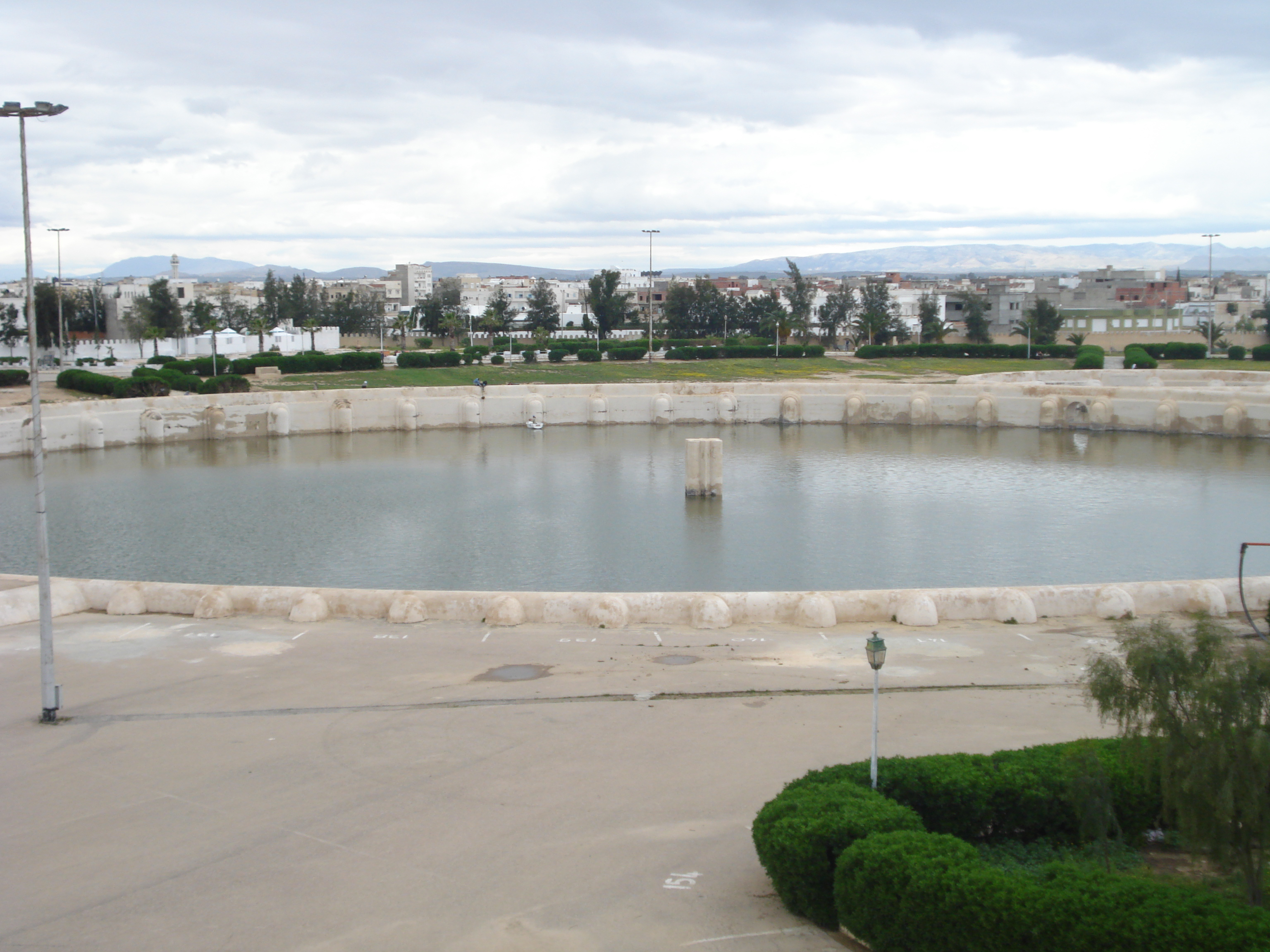
Grand bassin et son pilier.

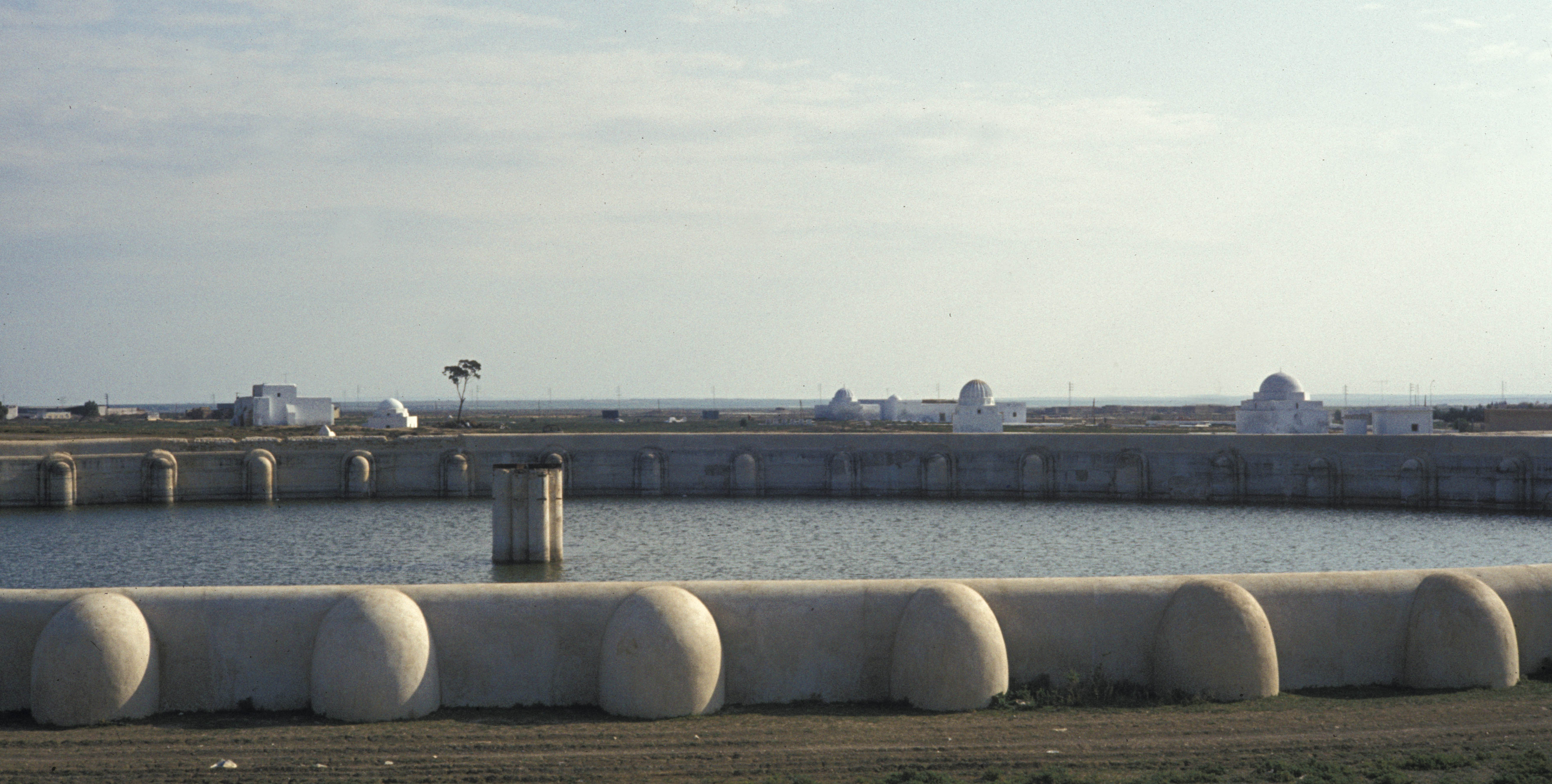
Contreforts du grand bassin.

Le petit bassin, de forme polygonale simple à 17 côtés, avec un diamètre intérieur de 37,40 mètres et une capacité de 4 000 m3, est consolidé par 17 contreforts intérieurs et 28 extérieurs. Il sert de bassin de décantation au niveau duquel l'eau est débarrassée des débris et des impuretés avant de passer dans le grand bassin. Ce dernier, vaste polygone de 64 côtés avec un périmètre de 405 mètres et une capacité de 57 764 m3, mesure 129,67 mètres de diamètre intérieur et 4,8 mètres de profondeur. La pérennité de ce bassin ainsi que le contrôle de la pression de l'eau s'exerçant sur ses parois, ont nécessité pas moins de 182 contreforts (118 extérieurs et 64 intérieurs) pour l'épauler et le renforcer. Les deux citernes de puisage, ayant une capacité de 917 m3, sont adossées perpendiculairement aux bassins et sont couvertes de voûtes en berceau à arcs doubleaux reposant sur des piliers.
Le monument, conçu à l'origine pour l'approvisionnement en eau des citadins de Kairouan, a parfois été utilisé par les princes aghlabides, notamment sous le règne de Ziyadat Allah III, comme lieu de plaisance et de divertissement. Au milieu du grand bassin s'élève un pilier polylobé qui était jadis surmonté d'un kiosque. En plus de son aspect utilitaire, l'ouvrage fascine également par son esthétique jugée à la fois sobre et majestueuse.